# Sanmon

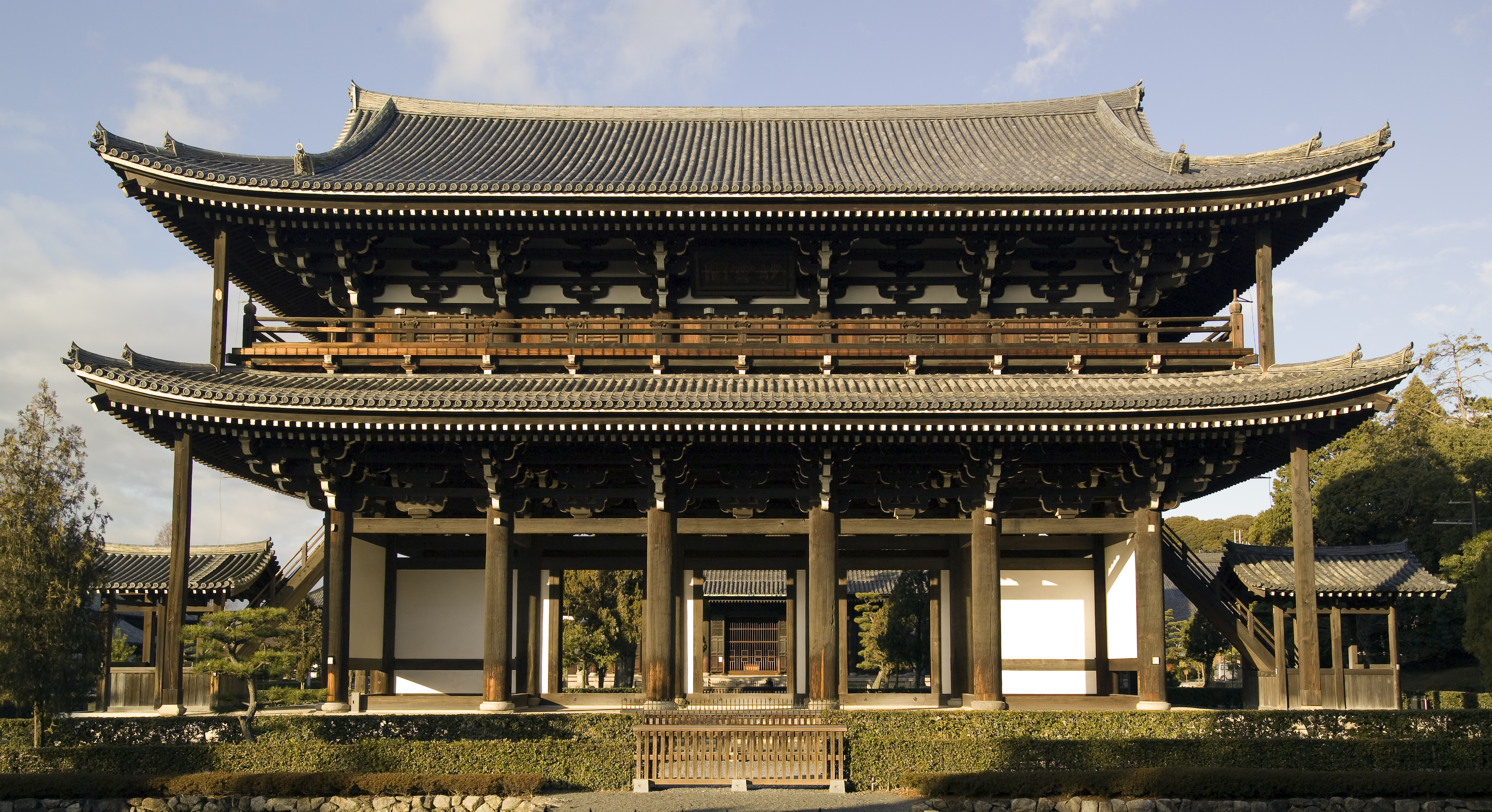
O sanmon do Tōfuku-ji, um Tesouro Nacional do Japão)

Um sanmon (三門 ou 山門), ou ainda sangedatsumon (三解脱門, portão das três libertações) é o portão de um templo budista zen japonês e é parte integrante do shichido garan, o grupo de edifícios que forma o coração de um templo budista zen. Também se encontra com frequência em templos de outras denominações.